# Oxystophyllum carnosum
Oxystophyllum carnosum är en orkidéart som beskrevs av Carl Ludwig von Blume. Oxystophyllum carnosum ingår i släktet Oxystophyllum och familjen orkidéer. Inga underarter finns listade i Catalogue of Life.